# Michael Rosenauer (Dartspieler)
Michael Rosenauer (* 13. Juli 1966) ist ein deutscher Dartspieler.

## Karriere
Michael Rosenauer begann 1987 mit dem E-Dart-Spielen. 2007 nahm Rosenauer als zweiter Deutscher an der World Darts Trophy teil, wo er unter anderem den ehemaligen Weltmeister Bob Anderson besiegte.
Im November 2007 konnte er sich auf dem Qualifikationsturnier für die BDO World Darts Championship 2008 qualifizieren. Da er jedoch eine Wildcard für die PDC World Darts Championship 2008 angeboten bekam, entschied Rosenauer sich zur Teilnahme an dieser. Bei der WM konnte er gegen Mervyn King einen 0:2-Rückstand aufholen und unterlag erst im letzten und entscheidenden fünften Satz mit 3:5 in der Verlängerung. Es folgten eine Halbfinalteilnahme bei der PDPA Players Championship Las Vegas sowie zwei Siege auf der German Darts Corporation Pro Tour. Beim deutschen WM-Qualifier verlor Rosenauer das Finale mit 1:6 gegen Tomas Seyler. Ende 2010 verlor er auch das Finale um die Deutsche Meisterschaft gegen Kevin Münch. Bei der PDC Qualifying School konnte Rosenauer sich 2011 eine Tour Card erspielen. Ihm gelang die Qualifikation für die UK Open 2011 und zwei Turniere auf der European Darts Tour 2012. Des Weiteren nahm er an den European Darts Championship 2012 teil, wo er wie bereits in Las Vegas Ronnie Baxter, diesmal in Runde 1, unterlag. Nach zwei Jahren reichten seine Resultate jedoch nicht, um die Tour Card zu halten. Rosenauer nahm ohne Erfolg an der Super League Darts 2013 teil. Auf der European Darts Tour 2014 qualifizierte Rosenauer sich für drei Turniere und konnte bei den European Darts Open 2014 durch einen Sieg über Mensur Suljović die zweite Runde erreichen. 2015 nahm Rosenauer nochmals an der PDC Qualifying School teil, allerdings ohne Erfolg. Es folgten 2015 und 2018 noch zwei Turnierteilnahmen auf der European Darts Tour. Bei den International Darts Open 2019 erreichte Rosenauer durch Siege über Mike De Decker und Krzysztof Ratajski erstmals ein Achtelfinale auf der European Tour. Auch bei der Gibraltar Darts Trophy 2019 konnte er ein Spiel gewinnen. 
2025 war Rosenauer für die European Q-School gemeldet. Er gewann insgesamt drei Spiele und holte zwei Punkte, was nicht für eine Qualifikation zur Final Stage reichte.

## Weltmeisterschaftsresultate

### PDC
- 2008: 1. Runde (2:3-Niederlage gegen  Mervyn King)